# ウルム人
- ギリシャ人 > ウルム人
- タタール > クリミア・タタール人 > ウルム人

ウルム人（ウルムじん、ギリシャ語: Ουρούμ, Urúm;  クリミア・タタール語: Урумлар / Urumlar）とは、主にウクライナ（クリミア）、ロシア、ジョージア、ギリシャに居住する、ギリシャ人あるいはクリミア・タタール人の一派である。

## 概要
ウルム人のルーツは、クリミア半島に住むギリシャ人がタタール化したもの、あるいはクリミア・タタール人が正教徒に改宗しギリシャ人化した等、様々な説があるが、ギリシャ人の一派あるいはクリミア・タタール人の一派とされている。
ウルム語の話者である。